# Rally Vendrell-Andorra
El Rally Vendrell-Andorra fue una prueba de rally que se disputó entre 1970 y 1974 y que fue puntuable para el Campeonato de España de Rally en una ocasión. Era llevado a cabo por la escudería Motor Club Vendrell y el Automòbil Club d’Andorra y transcurría entre Andorra y la localidad catalana de Vendrell (Tarragona) casi siempre a finales de año.

## Historia
Su primera edición se realizó en diciembre de 1970, siendo puntuable para el campeonato catalán de la especialidad y con la intención de relevar al Rally Barcelona-Andorra, prueba que se celebraba desde 1966 y que desaparecería en 1972. Se disputó entre el 7 el 8 de diciembre y el ganador fue J. March con BMW 2002. Tenía un formato lineal y se mantuvo en esas fechas hasta su quinta y última edición. En 1972 entró por primera y única vez en el calendario del campeonato de España con un recorrido de 615 km repartidos en dos etapas. Jorge Bläber fue el vencedor con un SEAT 124 beneficiándose del abandono temprano de Salvador Cañellas por salida de pista que a posteriori se proclamaría campeón de España. En segunda posición finalizó Antoni Puigdellivol con un Alpine-Renault 1600 y tercero Manuel Juncosa con un SEAT 850 Spider 1600. La cuarta edición se celebró del 1 al 2 de diciembre y fue puntuable para el campeonato de Cataluña pero con poca participación al perder la puntuabilidad del nacional. Treinta y dos inscritos tomaron la salida en Andorra y solo veintidós terminaron. Arrancó a las ocho del día 1 y se disputó prácticamente de noche con la presencia de la lluvia y niebla, finalizando hacia las 9 horas del día siguiente en la población de Vendrell. Los vencedores fueron la pareja formada por Ramón Serra y Jorge Viñas a bordo de un Porsche 911. Al año siguiente se impuso la pareja formada por Josep March y Enrique Pagés también con Porsche 911.
Cinco años después de su nacimiento el rally dejó de organizarse eclosionado en gran parte por el éxito de otras pruebas como el Rally 2000 Virajes, el Criterium Montseny-Guilleries o el renovado Rally Cataluña en 1973, que se disputaban todas en la comunidad catalana.

## Palmarés
| Año  | Edición                    | Piloto         | Copiloto      | Automóvil     | Series |
| ---- | -------------------------- | -------------- | ------------- | ------------- | ------ |
| 1970 | 1º Rallye Vendrell-Andorra | J. March       | J. A. Álvarez | BMW 2002      |        |
| 1971 | 2º Rallye Vendrell-Andorra | Manuel Juncosa | José Adell    | SEAT 1430     |        |
| 1972 | 3º Rallye Vendrell-Andorra | Jorge Bäbler   | Pepito Adell  | SEAT 124-1600 | España |
| 1973 | 4º Rallye Vendrell-Andorra | Ramón Serra    | Jorge Viñas   | Porsche 911   |        |
| 1974 | 5º Rallye Vendrell-Andorra | Josep March    | Enrique Pagés | Porsche 911 S |        |